# HOTHEAD
HOTHEAD (HTH) — ген растения Arabidopsis thaliana, который кодирует ФАД-содержащую оксидоредуктазу. Он участвует в развитии плодолистиков, обеспечивая слияние эпидермальных клеток. В 2005 году было сделано сенсационное заявление, что растения с делетированным геном HOTHEAD способны «помнить» генетическую последовательность своих предков путём некой неменделевской наследственности: у потомков мутантов гомозигот по гену hth появлялась нормальная форма HTH. Более поздние исследования показали, что причиной этого странного фенотипа, был выраженный уклон в сторону аутбридинга, в то время дикие растения Arabidopsis обычно самоопыляются.